# Vava'ukoden

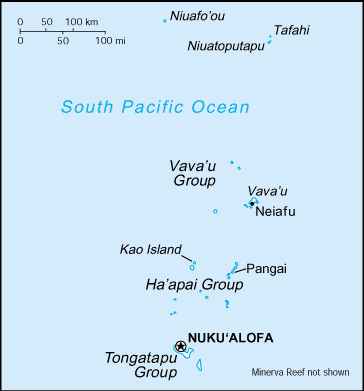
Tonga

Vava'ukoden (engelska Vava'u Code) var den första samling skrivna lagar i Tongas historia och skulle senare ligga till grund för Tongas första konstitution.

## Lagsamlingen
Vava'ukoden hade starka kristna influenser då kungen redan 1831 hade konverterat till den metodistiska tron. Den fastställde basala mänskliga rättigheter och begränsade de lokala hövdingarnas historiska rättigheter. Hövdingarna fråntogs rätten att besluta över sina underlydandens liv och död eller konfiskering av deras egendomar och nu kunde även hövdingar ställas inför rätta.
Vidare bannlyste Vava'ukoden även en rad traditionella ceremonier och aktiviteter som manlig omskärelse, tatuering och nyttjande av alkoholdrycker förbjöds.
Söndagar utsågs till en obligatorisk ledig dag.

## Historia
Vava'ukoden sammanställdes av kung George Tupou I med hjälp av den metodistiske missionären Shirley Waldemar Baker som då var premiärminister.
Samlingen publicerades den 16 maj 1838 och kungjordes formellt den 20 november 1839 på Pouonoplatsen i Neiafu på Vava'uöarna (1).
Vava'ukoden utökades 1850 genom en rad tillägg där bland annat försäljning av mark till utlänningar förbjöds. Vidare fastställdes monarkens ställning som nationens statschef.
Den 4 november 1875 instiftades Tongas första konstitution baserad på Vava'ukoden.